# Brzesko
Pour l’article homonyme, voir Brzesko.
Brzesko (prononcé [ˈbʐɛskɔ]) est une ville de Pologne située au sud du pays, dans la voïvodie de Petite-Pologne.

## Histoire
Depuis le premier partage de la Pologne en 1772 jusqu'en 1918, la ville fait partie de la monarchie autrichienne (empire d'Autriche), puis Autriche-Hongrie (Cisleithanie après le compromis de 1867), chef-lieu du district de même nom, l'un des 78 Bezirkshauptmannschaften en province (Kronland) de Galicie.
La Wehrmacht arrive le 5 septembre 1939. De 1941 a 1943 un ghetto juif de 6 000 prisonniers environ fut créé à Brzesko. Il s’étendait sur 3 zones dans la ville: rue Berka Joselewicza puis place du marché jusqu'à  Rynek Sienny, (aujourd'hui rue Sobieskiego et rue Chopina) et la troisième zone constitué de la rue Głowackiego justqu'a Trzcianka et de la place Kazimierza Wielkiego.

## Personnalités liées
- Mala Zimetbaum, Brzesko, 1918 - Auschwitz, 1944.